# Cú mặt cười
Cú mặt cười, danh pháp hai phần là Sceloglaux albifacies, là một loài chim trong họ Strigidae.